# Bistro (Novi Travnik)
Pour les articles homonymes, voir Bistro.
Bistro (en cyrillique : Бистро) est un village de Bosnie-Herzégovine. Il est situé dans la municipalité de Novi Travnik, dans le canton de Bosnie centrale et dans la fédération de Bosnie-et-Herzégovine. Selon les premiers résultats du recensement bosnien de 2013, il compte 355 habitants.

## Histoire
Sur le territoire du village se trouve une tombe avec un stećak, un type particulier de monument funéraire médiéval, ainsi qu'une nécropole abritant 23 stećci. Cet ensemble est inscrit sur la liste des monuments nationaux de Bosnie-Herzégovine.

## Démographie

### Évolution historique de la population
| 1948 | 1953 | 1961 | 1971 | 1981 | 1991 | 2013 |
| ---- | ---- | ---- | ---- | ---- | ---- | ---- |
| -    | -    | 249  | 322  | 360  | 411  | 355  |

|  |